# Volostkiv, Mostîska
Volostkiv (în ucraineană Волостків) este un sat în comuna Dmîtrovîci din raionul Mostîska, regiunea Liov, Ucraina.

## Demografie
Componența lingvistică a localității Volostkiv
     Ucraineană (99,84%)
     Alte limbi (0,16%)
Conform recensământului din 2001, majoritatea populației localității Volostkiv era vorbitoare de ucraineană (99,84%), existând în minoritate și vorbitori de alte limbi.